# Isak Collijn
Isak Gustaf Alfred Collijn, född 17 juli 1875 i Halmstad, död 28 mars 1949 i Engelbrekts församling, Stockholm, var en svensk riksbibliotekarie. Collijn var gift med skådespelerskan Ellen Appelberg. Han var kusin till Gustaf och Ludvig Collijn.

## Biografi
Collijn blev 1893 student och 1902 filosofie doktor vid Uppsala universitet, på avhandlingen Les suffixes toponymiques dans les langues française et provençale. År 1905 blev han amanuens vid Lunds universitetsbibliotek och senare samma år Lidéns amanuens vid Uppsala universitetsbibliotek. Collijn var riksbibliotekarie 1916–1940. Han invaldes 1913 som ledamot av Kungliga Samfundet för utgivande av handskrifter rörande Skandinaviens historia, 1922 som ledamot av Vitterhetsakademien och 1924 som ledamot av Vetenskapsakademien. År 1935 blev han kommendör med stora korset av Nordstjärneorden. Han innehade även Dannebrogsorden, Finlands Vita Rosorden och Hederslegionen samt ett flertal andra utländska ordnar.

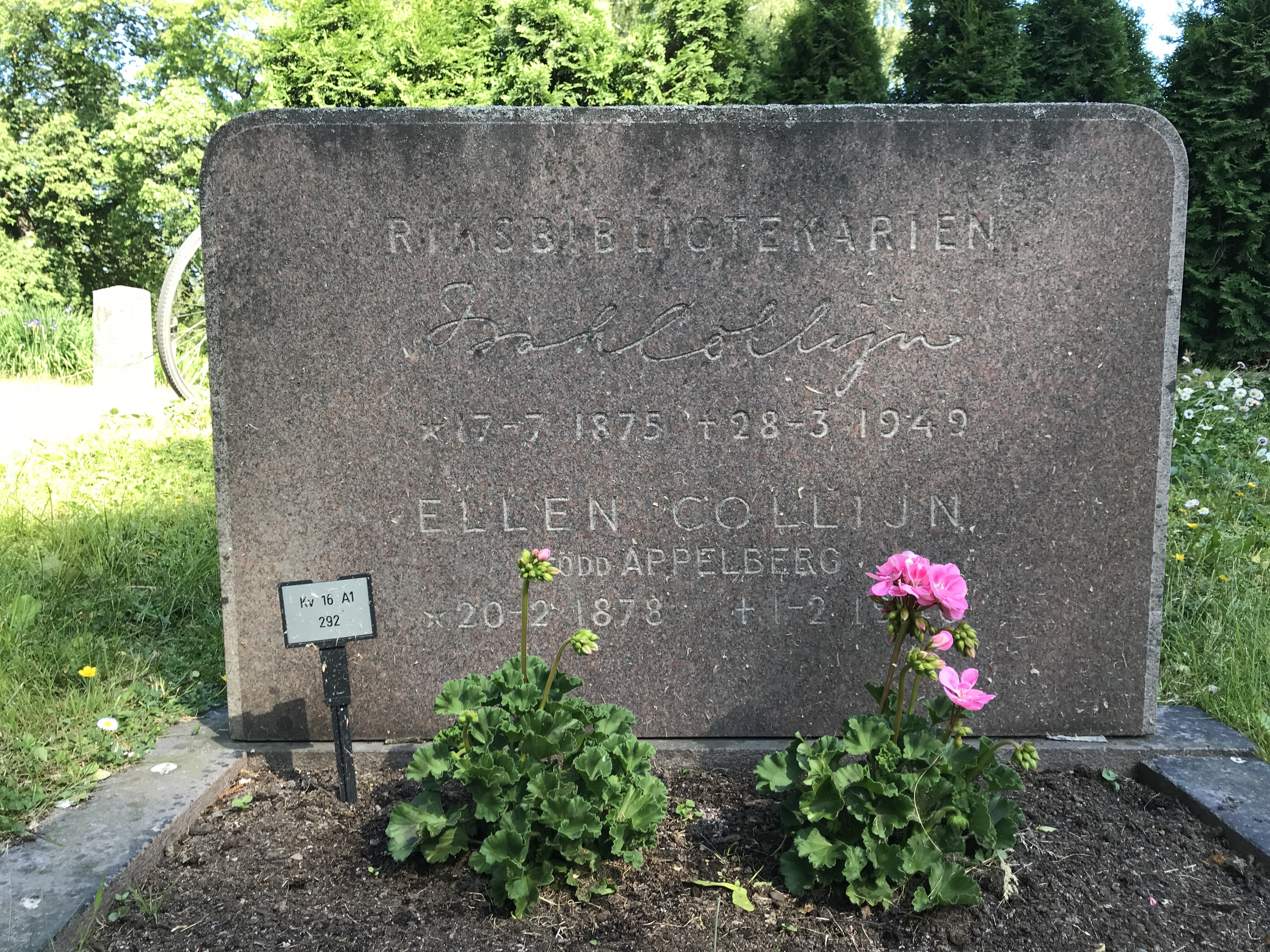
Gravvård Norra begravningsplatsen

Sin främsta ryktbarhet vann han genom sina undersökningar och kataloger över 1400-talstryck (bland annat Uppsala universitetsbiblioteks 1907, Linköpings stiftsbiblioteks 1909, Kungliga bibliotekets 1914 och Norrköpings stadsbiblioteks 1924). Han fortsatte även Gustaf Edvard Klemmings och Aksel Anderssons Sveriges bibliografi, omfattande tiden 1530–1600 (1927 ff.). Inom Birgittaforskningen utgav han Acta et processus cononizacionis beate Birgitte (1924 ff.) och Birgittinska gestalter (1929). Collijn var även från 1914 redaktör för Nordisk tidsskrift för bok- och biblioteksväsen, och från samma år ordförande i Gesellschaft für Typenkunde des 15. Jahrhunderts, medlem av Kommission für den Gesamtkatalog der Wiegendrucke. Från 1927 var han ordförande i International library and bibliographical committee och representerade Sverige vid en rad bibliotekskongresser.